# La Tour-du-Crieu
La Tour-du-Crieu is een gemeente in het Franse departement Ariège (regio Occitanie). De gemeente telde 3.268 inwoners op 1 januari 2022. De plaats maakt deel uit van het arrondissement Pamiers.

## Geschiedenis
De plaats ontstond rond 1213 als Les Allemans. Naar verluidt vestigden zich hier Duitse huursoldaten die hadden deelgenomen aan de Albigenzische Kruistochten. Er werd een feodale burcht gebouwd. In 1308 werd Les Allemans een viguerie, een administratieve en gerechtelijke eenheid, die afhing van Carcassonne. De rechtbank van Les Allemans voerde processen tegen katharen uit de regio.
Het kasteel van Les Allemans werd vernield in 1621 tijdens de Hugenotenoorlogen.
In 1914, na het uitbreken van de Eerste Wereldoorlog, stelde de burgemeester van Les Allemans voor om de naam van de gemeente te veranderen. In 1915 werd de nieuwe naam La Tour-du-Crieu officieel. Deze naam verwijst naar een middeleeuwse toren met die naam in de gemeente.

## Geografie
De oppervlakte van La Tour-du-Crieu bedroeg op 1 januari 2022 10,28 vierkante kilometer; de bevolkingsdichtheid was toen 317,9 inwoners per km². De gemeente ligt aan de Crieu, een zijrivier van de Ariège.
De onderstaande kaart toont de ligging van La Tour-du-Crieu met de belangrijkste infrastructuur en aangrenzende gemeenten.

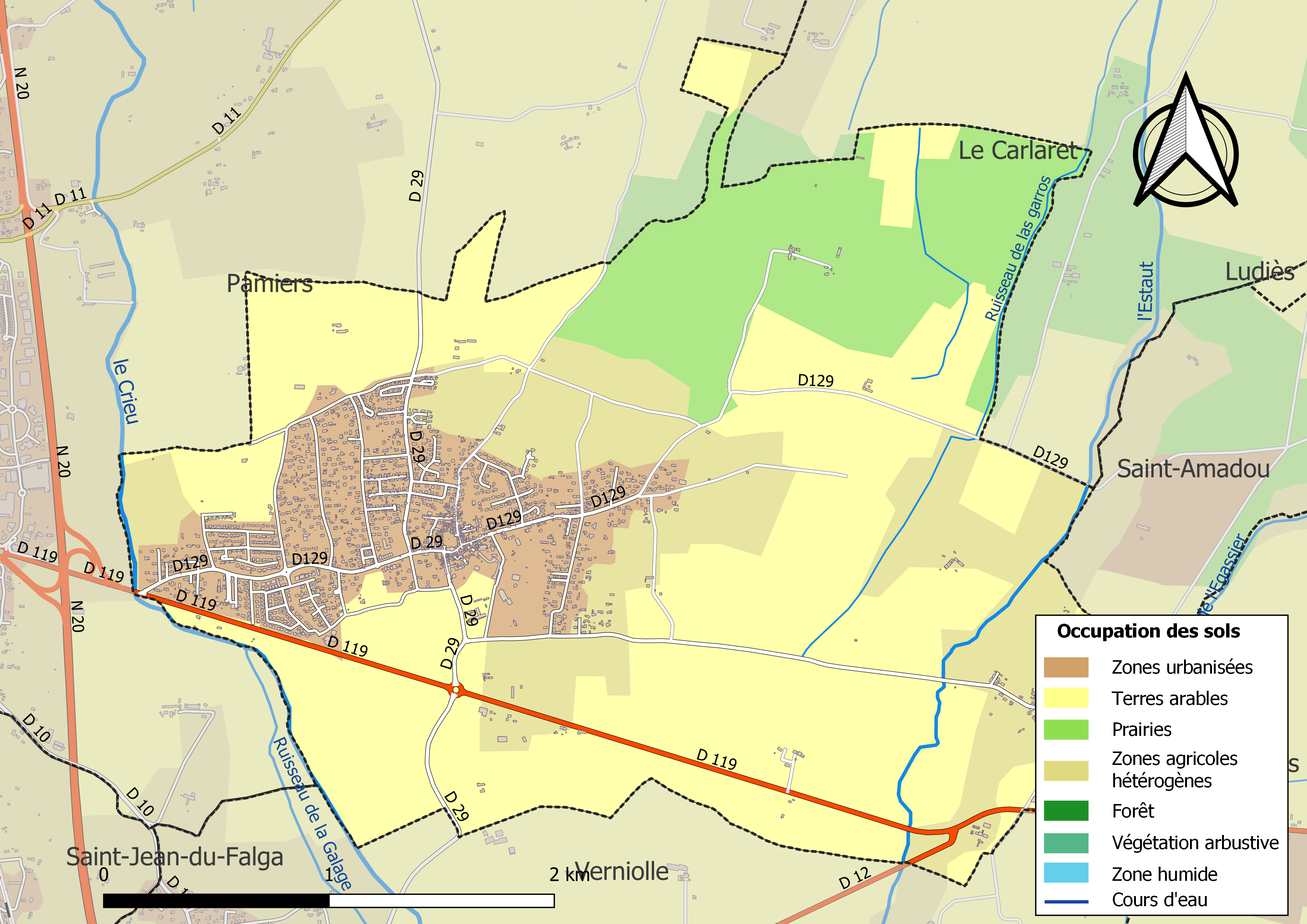

## Demografie
Onderstaande figuur toont het verloop van het inwonertal (bron: INSEE-tellingen).

Vanwege een beveiligingsprobleem met de MediaWiki Graph-software is het momenteel niet mogelijk deze grafiek weer te geven. Zodra de software is bijgewerkt zal de grafiek vanzelf weer zichtbaar worden.